# Chalma (municipalité)
La municipalité de Chalma est l'une des 212 municipalités de l'État de Veracruz, et est située dans la partie nord de cet État. Située à l'ouest du golfe du Mexique, elle appartient au bassin versant du fleuve Río Pánuco, et se trouve sur les piémonts de la chaîne de montagnes de la Sierra Madre orientale. Cette municipalité a la particularité de posséder une exclave, située à l'est de son territoire principal. Son chef-lieu est la ville éponyme de Chalma. Elle dépend de la région Huasteca Alta, du nom du peuple des Huaxtèques qui y est établi, et est une des 10 subdivisions administratives de l'État de Veracruz.

## Géographie
La municipalité de Chalma appartient à la partie sud-est du bassin versant du fleuve Río Pánuco, et est arrosée par de petits affluents, dont le principal, le Río Calabozo sert de limite orientale à son exclave. Elle fait partie des piémonts de la chaîne de montagnes de la Sierra Madre orientale, qui se développe plus à l'est, avec une altitude oscillant entre 60 et 300 mètres. Son chef-lieu, la ville éponyme de Chalma, se situe à l'ouest de son territoire principal. Ce territoire couvre une superficie de 151,68 km², et était peuplé en 2020 de 13 527 habitants.
Cette municipalité est limitrophe au nord de celle de Platón Sánchez, à l'ouest et au sud de celle de Chiconamel, au sud, dans l'État d'Hidalgo, de celles de Huejutla de Reyes et de Huautla, et l'est de celle de Tantoyuca.

## Composition et démographie
La municipalité était composée en 2010 de 98 localités.
| Localité                       | Population |
| ------------------------------ | ---------- |
| Chalma                         | 2 448      |
| Chapopote Chico (Tlachinolapa) | 2 054      |
| El Pintor                      | 1310       |
| San Pedro Coyutla              | 1 096      |

En plus de l'espagnol, plusieurs langues amérindiennes sont parlées dans la municipalité, dont les principales sont par ordre d'importance : le nahuatl, les autres langues étant très marginales.

## Histoire
À l'époque préhispanique, le secteur connaît un peuplement huaxtèque, mais sa population a ensuite changé de langue pour adopter le nahuatl.
L'actuelle ville de Chalma a pour origine les haciendas de Bolon et Las Flores.
En 1934, la localité de Chalma devient le chef-lieu de la municipalité de Chiconamel. La municipalité de Chalma sera créée en 1938.